# Harmony
Harmony er det andet af i alt tre sammenkoblingsmoduler på Den Internationale Rumstation. Arbejdstitlen var Node 2, knude(punkt) 2, og fik senere navnet Harmony (harmoni). Det er cylinderformet, med seks sammenkoblingsluger. Harmony er 4,48 meter i diameter, 6,71 meter lang, og var bygget for NASA af Alenia Aeronautica i Italien. Italien har også bygget sammenkoblingsmodul tre (Tranquility) og de tre MPLM-containere (Leonardo, Raffaello og Donatello) som er overdraget til NASA. Som tak for hjælpen får Agenzia Spaziale Italiana hyppigere astronauter til ISS end de andre europæiske lande i ESA. 

## Opsendelse og montering
Harmony blev opsendt med rumfærgen Discovery STS-120 den 23. oktober 2007 og blev sammenkoblet med Destiny-modulet d. 14. november 2007.

## Forbindelse til andre ISS-moduler
Harmony har seks Common Berthing Mechanism (CBM) luger. 
| CBM      | Modul                                      | opsendt                    |
| -------- | ------------------------------------------ | -------------------------- |
| Forrest  | PMA-2 (Pressurized Mating Adapter)         | STS-88 (4. december 1998)  |
| Agterst  | Destiny (det amerikanske laboratoriemodul) | STS-98 (7. februar 2001)   |
| Styrbord | Columbusmodulet (ESA)                      | STS-122 (11. februar 2008) |
| Bagbord  | Kibō PM (JAXA)                             | STS-124 (31. maj 2008)     |
| Zenit    | ledig                                      |                            |
| Nadir    | HTV (H-2 Transfer Vehicle)                 | 11. september 2009         |

PMA-2 sad på Unitys forreste luge, indtil Destiny blev tilkoblet. Derefter blev PMA-2 koblet til Harmony.  Leonardo og Raffaello Multi-Purpose Logistics Modules har begge været koblet til Harmony under flere missioner. Indtil STS-124 var Kibō ELM-PS sammenkoblet med Harmonys zenitluge. Oprindelig skulle Centrifuge Accommodations Module (CAM), hvor langtidsvirkninger af lunare og marsianske tyngdekræfter skulle studeres før mennesker skal opholde sig i halve til hele år på deres overflader, have siddet permanent på Harmonys zenitluge. Dette modul er dog blevet offer for NASA's sparekniv.

## Specifikationer
- Længde 6,71 m
- Diameter 4,48 m
- Vægt 14,5 t